# Resolución 673 del Consejo de Seguridad de las Naciones Unidas
En la Resolución 673 del Consejo de Seguridad de las Naciones Unidas, adoptada por unanimidad el 24 de octubre de 1990, tras reafirmar la resolución 672, el Consejo deplora la negativa de Israel a permitir la entrada de la misión del Secretario General a la región. 
Los miembros de esta misión, autorizada por la resolución 672 a visitar la zona de la Explanada de las Mezquitas, vieron denegada su entrada después de que Israel la catalogase de una interferencia en sus asuntos internos. El Secretario General de la ONU, Javier Pérez de Cuéllar, decidió con posterioridad publicar su informe sin haber enviado la misión, que fue examinado en la resolución 681.
El Consejo de Seguridad de las Naciones Unidas instó a Israel a reconsiderar su decisión y a permitir la visita de la misión al lugar donde tuvo lugar la Revuelta de al-Aqsa, que ocasionó la muerte de 21 palestinos a manos de las fuerzas de seguridad israelíes.
La resolución 673 fue propuesta por Colombia, Cuba, Malasia y Yemen después de un acalorado debate en el que Sudán, apoyado por varios países no alineados, demandó la imposición de fuertes medidas contra Israel, incluso bajo el capítulo VII de la Carta de las Naciones Unidas. Israel rechazó la idea argumentando que la resolución 272 (1967) y la situación de los palestinos no era comparable a la invasión de Kuwait por parte de Irak.